# Acquario pubblico del Porto di Nagoya
L'Acquario pubblico del Porto di Nagoya è un acquario giapponese, istituito nel 1995 nella città di Nagoya, nella Regione di Chūbu.